# Liste der Bodendenkmale in Sebnitz
In der Liste der Bodendenkmale in Sebnitz sind die Bodendenkmale der Stadt Sebnitz und ihrer Ortsteile nach dem Stand der Auflistung von Harald Quietzsch und Heinz Jacob aus dem Jahr 1982 aufgelistet. Eventuelle Änderungen und Ergänzungen, insbesondere aus der Zeit nach der Wende, sind nicht berücksichtigt, da für Sachsen aktuell keine neueren allgemein zugänglichen Bodendenkmallisten vorliegen. Die Baudenkmale sind in der Liste der Kulturdenkmale in Sebnitz aufgeführt.
| Denkmal-ID | Fundart            | Ortsteil        | Bezeichnung               | Zeitstellung    | Lage | Bemerkungen                                                               | Bild |
| ---------- | ------------------ | --------------- | ------------------------- | --------------- | --- | ------------------------------------------------------------------------- | ---- |
| ?          | besonderer Stein   | Hertigswalde    | Steinkreuz                | Spätmittelalter | Ortsmitte, nördlich an der Straße Hertigswalde 55                                                                             | Schutz seit 20. Dezember 1971                                             |      |
| ?          | besonderer Stein   | Hinterhermsdorf | Steinkreuz „Palmes Stein“ | Neuzeit         | nördlich des Orts, östlich der Straße nach Saupsdorf, an einer Wegböschung                                                    | Inschrift von 1687 eingemeißelt, Schutz seit 1. Dezember 1971             |      |
| ?          | Befestigung > Burg | Lichtenhain     | Wehranlage „Richters Hau“ | Mittelalter     | südöstlich des Orts, nordöstlich der Lichtenhainer Mühle, nördlich über der Mündung des Knechtsbachs in die Kirnitzsch        | Spornbefestigung mit Abschnittsgraben auf einem schmalen Berggrat         |      |
| ?          | Befestigung > Burg | Lichtenhain     | Wehranlage                | Mittelalter     | südlich des Orts, nordwestlich über der Mündung des Lichtenhainer Bachs in die Kirnitzsch, direkt nördlich der Folgenaussicht | Felssporn mit Abschnittsgraben und geringer Innenfläche                   |      |
| ?          | Befestigung > Burg | Ottendorf       | Wehranlage „Arnstein“     | Mittelalter     | südlich des Orts, nördlich der Mündung des Dorfbachs in die Kirnitzsch, Arnstein                                              | Felsenburg                                                                |      |
| ?          | Befestigung > Burg | Sebnitz         | Wehranlage „Neidberg“     | Mittelalter     | nordwestlich des Markts, Bergsporn nördlich über der Sebnitz, zwischen Bahnhofstraße und Burggässchen                         | teilweise überbaute Spornbefestigung mit zwei verebneten Abschnittsgräben |      |